# 敖德薩鎮區 (堪薩斯州賴斯縣)
敖德薩鎮區（英語：Odessa Township）為美國堪薩斯州賴斯縣轄下的鎮區。2010年美国人口普查中此鎮區人口有59人。

## 地理
敖德薩鎮區涵蓋總面積為93.4平方（36.07平方英里），其中陸地面積為93.3平方（36.04平方英里），水域面積為0.078平方（0.03平方英里）或0.08%。

## 人口統計
根據2010年美國人口普查，敖德薩鎮區人口有59人，其中男性有26人，女性有33人，人口密度為每平方公里0.63人，住房計25戶。鎮區內的白人有59人，非裔美國人有0人，美洲原住民有0人，亞裔美國人有0人，太平洋島裔美國人有0人，其他種族有0人，混血種族則有0人。此外鎮區內有0人為西班牙裔或拉丁裔美國人。此鎮區之年齡中位數為42.2歲，而男性年齡中位數為44.5歲，女性年齡中位數為38.5歲。

## 交通

### 主要公路
- 4號堪薩斯州州道